# Jean-Baptiste Charcot
Jean-Baptiste Charcot, född 15 juli 1867 i Neuilly-sur-Seine, död 16 september 1936 nära Island, var en fransk polarforskare. Han var son till läkaren Jean Martin Charcot.

## Medicinsk karriär
Charcot började som läkare och var klinikchef vid medicinska fakulteten i Paris och var anställd vid Pasteurinstitutet.

## Polarforskare
Charcot organiserade en fransk sydpolsexpedition, som lämnade Buenos Aires i januari 1904 och övervintrade vid Wandelön, belägen vid södra ändan av Gerlache-(förr Belgica-)sundet. Under expeditionen undersöktes Bismarcksundet, Graham Land och Palmerarkipelagen. Charcot återvände lyckligt och anlände till Ushuaia på Eldslandet i mars 1905, medförande värdefulla samlingar och observationsserier. Senare åkte han åter till Antarktis fram till 1907.
Från 1925 till 1936 forskade han i östra Grönland och Svalbard.

## Skrifter
Le „Pourquoi pas?“ dans l'Antarctique 1908-1910, Arthaud, Paris, 1996, ISBN 2-7003-1088-8